# Stanisław Strzelecki
Stanisław Strzelecki ps. „Jastrzębski” (ur. 7 listopada 1885 w Sielcach k. Piotrkowa, zm. 19 stycznia 1915 pod Kirlibabą) – działacz niepodległościowy, żołnierz 2 pułku piechoty Legionów Polskich, kawaler Orderu Virtuti Militari.

## Życiorys
Stanisław Strzelecki urodził się w miejscowości Sielce w okolicach Piotrkowa Trybunalskiego, w rodzinie Jana i Janiny . Po ukończeniu szkoły realnej, w 1903 roku kończył kolejową Szkołę Techniczną Warszawsko-Wiedeńskiej Kolei Żelaznej. Na praktyki przeniósł się do Warszawy, gdzie wstąpił i czynie działał w PPS. W czasie rewolucji w 1905 roku został aresztowany i w 1906 roku zesłany do guberni archangielskiej. Po roku zesłania Stanisław Strzelecki uciekł i przedostał się do Lwowa, gdzie kończył Politechnikę, Wydział Budowy Maszyn. 
Przed I wojną światową brał czynny udział w pracach Związku Strzeleckiego. Po jej wybuchu został przydzielony do II Brygady Legionów Polskich. W czasie walk w Karpatach został awansowany na porucznika piechoty. W czasie bitwy pod Kirlibabą, 19 stycznia 1915 roku, Stanisław Strzelecki zostaje trafiony kulą w głowę, zginął na miejscu. Został pochowany koło kościoła w Kirlibabie. Pośmiertnie został awansowany na kapitana .

## Ordery i odznaczenia
- Krzyż Srebrny Orderu Wojskowego Virtuti Militari – pośmiertnie
- Krzyż Niepodległości – 9 listopada 1931 roku „za pracę w dziele odzyskania niepodległości”[3]
- Znak oficerski „Parasol”[1]